# 니사토역
니사토역(일본어: 新里駅)은 일본 아오모리현 히로사키시에 위치한 고난 철도 고난 선의 철도역이다. 단선 승강장 1면 1선의 구조를 갖춘 지상역이다.

## 역 주변
- 후쿠지 병원

## 역사
- 1927년 9월 7일 : 개업.
- 1951년 9월 18일 : 정거장으로 승격.
- 1959년 7월 15일 : 화물 취급 개시.
- 1968년 10월 3일 : 업무 위탁화.
- 1971년 10월 1일 : 화물 취급 폐지.
- 1972년 7월 1일 : 업무 위탁 폐지, 무인화.
- 1973년 4월 1일 : 업무 위탁 재개.
- 1987년 11월 16일 : 업무 위탁 폐지, 무인화.
- 2011년 11월 : 역사 개축.

## 인접 역
| 고난 철도 고난 선          | 고난 철도 고난 선 | 고난 철도 고난 선    |
| -------------------------- | ----------------- | -------------------- |
| 운도코엔마에 히로사키 방면 | ■ 고난 선         | 다치타 구로이시 방면 |